# Cheilophyllum micranthum
Cheilophyllum micranthum là một loài thực vật có hoa trong họ Huyền sâm. Loài này được Urb. mô tả khoa học đầu tiên năm 1931.